# John Presper Eckert
John Presper Eckert (Filadelfia, Estados Unidos, 9 de abril de 1919-3 de junio de 1995) fue un ingeniero eléctrico estadounidense y pionero de la informática.

## Biografía
John Presper Eckert era el único hijo de una próspera familia.
En su niñez demostraba habilidades excepcionales para las matemáticas y mentalidad de inventor. En 1937 ingresó a la Universidad de Pensilvania para estudiar ingeniería eléctrica, graduándose en 1941.
Aun antes de obtener su título de ingeniero, Eckert ya había diseñado y construido un dispositivo para medir la concentración de vapor de naftaleno utilizando radiación ultravioleta.

## Carrera
Después de graduarse continuó trabajando en la universidad como instructor de cursillos de electrónica y realizando estudios de programación. En dichos cursos conoció y trabó amistad con John William Mauchly que mantendría para toda la vida. De esta asociación se produjeron varios de los logros más importantes en la computación moderna. En seguida, Eckert se interesó por las ideas que tenía Mauchly sobre la construcción de un computador y de la colaboración de ambos surgió el proyecto ENIAC. En mayo de 1943 designaron a Eckert ingeniero principal del proyecto cuya tarea específica era diseñar los circuitos electrónicos. Uno de los problemas que solucionó fue conseguir que las 18.000 válvulas de las que estaba compuesto el ENIAC tuvieran una vida larga para que así el ENIAC fuera viable.
En 1946, en la Universidad de Pensilvania, se dio por concluido el proyecto, resultando así el computador electrónico de propósito general, ENIAC. En octubre de 1946 Eckert y Mauchly abandonaron la universidad de Pensilvania, fundando juntos la empresa Eckert–Mauchly Computer Corporation.
En 1948 se firmó un contrato por el cual la compañía de Mauchly y Eckert construiría un computador para la Northrop Aircraft Company, que estaba desarrollando un misil secreto de largo alcance llamado Snark. La máquina en cuestión se entregó en 1949 bajo el nombre de BINAC (Binary Automatic Computer). Una de las características de la BINAC era que estaba formada por dos procesadores y podía realizar 3500 sumas o restas por segundo, y 1.000 multiplicaciones o divisiones por segundo. Otro detalle importante es que fue la primera computadora en utilizar cintas magnéticas como memoria secundaria, y para ello desarrollaron un dispositivo denominado convertidor para la lectura/escritura en las cintas, que se utilizó posteriormente en la UNIVAC.
Más tarde, una corporación formada por Eckert y Mauchly empezó a construir UNIVAC, pero debido a problemas financieros, se vieron obligados a vender su compañía a Remington Rand Corp. Eckert permaneció en la compañía pasando a ser un ejecutivo de la misma. Trabajando para esta empresa se concluyó el proyecto UNIVAC, en 1951.
El Univac I fue el primer computador que se fabricó comercialmente, así como la primera en utilizar un compilador para traducir idioma de programa en idioma de máquinas. Sus principales avances eran el sistema de cintas magnéticas que podían leerse hacia adelante y hacia atrás, con un sistema de zonas tampón y procedimientos de comprobación de errores.
Después de haber producido Univac I, Eckert y Mauchly continuaron trabajando para la firma Remington Rand, que pasó a llamarse Sperry Rand Corporation en 1951. Más tarde se fusionaron con Burroughs Corporation creándose así Unisys. Eckert se retiró de Unisys en 1989, aunque siguió ejerciendo como consultor para distintas empresas.
Eckert tenía muchas patentes sobre electrónica. Y recibió numerosos premios por su trabajo pionero en el mundo de las computadoras, como la Medalla Nacional de Ciencia en 1969 (el más prestigioso en EE. UU.).